# 8491 Joelle-gilles
A 8491 Joelle-gilles (ideiglenes jelöléssel 1989 YL5) a Naprendszer kisbolygóövében található aszteroida. Eric Walter Elst fedezte fel 1989. december 28-án.